# Ron Rivest
Ron Rivest   (Schenectady, 6 de maig de 1947) és un criptògraf. Rivest és un dels inventors de l'algorisme RSA (juntament amb Adi Shamir i Len Adleman). És l'inventor dels algorismes de clau simètrica RC2, RC4, RC5, i coinventor de l'RC6. L'RC3 va ser trencat durant el desenvolupament; l'RC1 mai es va publicar. El 2006, va publicar la seva invenció del sistema de votació ThreeBallot. Juntament amb Adi Shamir i Len Adleman, se li va atorgar el Premi Turing.
Va rebre un Títol de Grau en matemàtiques a la Universitat Yale el 1969, i un doctorat en informàtica de la Universitat Stanford el 1974. És coautor d'Introduction to Algorithms (també conegut com a 'CLRS'), un llibre de text estàndard sobre algorismes, amb Thomas H. Cormen, Charles E. Leiserson i Clifford Stein. Els seus interessos de recerca són la criptografia, seguretat d'ordinadors i xarxes, i algorismes.